# Marko Šuler
Marko Šuler (Slovenj Gradec, 9 maart 1983) is een Sloveens betaald voetballer die doorgaans als centrale verdediger speelt. Hij verruilde Legia Warschau in januari 2013 voor NK Maribor. Šuler debuteerde in 2007 in het Sloveens voetbalelftal.

## Carrière
Šuler begon met voetballen bij NK Slovenj Gradec, een club uit zijn geboortestad. In 1993 maakte Šuler de overgang naar SAK Klagenfurt en twee jaar later naar FC Kärnten, beide in Oostenrijk. Later speelde hij ook nog in de jeugd van NK Dravograd.
In 2004 verkaste Šuler naar ND Gorica. Hij scoorde er relatief veel voor een centrale verdediger. In deze periode debuteerde hij ook voor de nationale ploeg van Slovenië (0-1 tegen Portugal).
Šuler tekende in januari 2008 KAA Gent. In het seizoen 2010/2011 was er interesse voor hem van onder meer Celtic FC. Hierdoor werden er in de winterstop enkele verdedigers aangetrokken om een mogelijke transfer op te vangen. Šuler vertrok echter niet. Bij de komst van Trond Sollied aan het begin van seizoen 2011/2012, koos die voor het centrale duo Arzo-Melli. De trainer zag Šuler liever als linksback spelen, zoals hij voorheen deed in internationale wedstrijden voor Slovenië. Šuler zag dit niet zitten en werd na enige tijd niet meer in de basis opgenomen.
Op 4 januari 2012 werd bekend dat Šuler een half jaar op huurbasis voor Hapoel Tel Aviv FC ging spelen. Dat kreeg daarbij een optie tot koop, maar lichtte die niet. Hij won met Tel-Aviv de nationale beker door in de finale Maccabi Haifa met 2-1 te verslaan. Suler speelde 90 minuten mee.

## Erelijst
KAA Gent
- Beker van België

2009/2010
 Hapoel Tel Aviv
- Israëlische voetbalbeker

2011/2012

## Clubstatistieken
| seizoen | club              | land     | competitie    | duels | goals |
| ------- | ----------------- | -------- | ------------- | ----- | ----- |
| 2002/03 | NK Dravograd      | Slovenië | 1. liga       | 13    | 0     |
| 2003/04 | NK Dravograd      | Slovenië | 1. liga       | 22    | 0     |
| 2004/05 | ND Gorica         | Slovenië | 1. liga       | 25    | 1     |
| 2005/06 | ND Gorica         | Slovenië | 1. liga       | 33    | 1     |
| 2006/07 | ND Gorica         | Slovenië | 1. liga       | 30    | 0     |
| 2007/08 | ND Gorica         | Slovenië | 1. liga       | 19    | 5     |
| 2007/08 | KAA Gent          | België   | Eerste Klasse | 13    | 1     |
| 2008/09 | KAA Gent          | België   | Eerste Klasse | 16    | 3     |
| 2009/10 | KAA Gent          | België   | Eerste Klasse | 27    | 0     |
| 2010/11 | KAA Gent          | België   | Eerste Klasse | 31    | 0     |
| 2011/12 | KAA Gent          | België   | Eerste Klasse | 9     | 0     |
| 2011/12 | → Hapoel Tel Aviv | Israël   | Ligat Ha'Al   | 14    | 0     |
| 2012/13 | Legia Warschau    | Polen    | Ekstraklasa   | 6     | 0     |
| 2013/14 | Legia Warschau    | Polen    | Ekstraklasa   | 1     | 0     |
| 2013/14 | NK Maribor        | Slovenië | 1. liga       | 10    | 0     |
| 2014/15 | NK Maribor        | Slovenië | 1. liga       | 24    | 3     |
| 2015/16 | NK Maribor        | Slovenië | 1. liga       | 25    | 1     |
| 2016/17 | NK Maribor        | Slovenië | 1. liga       | 32    | 3     |
| 2017/18 | NK Maribor        | Slovenië | 1. liga       | 25    | 0     |
| Totaal  | Totaal            | Totaal   | Totaal        | 370   | 18    |